# دانیه‌لا توماش
دانیه‌لا توماش (پرتغالی: Daniela Thomas؛ زادهٔ ۱ ژانویهٔ ۱۹۵۹) کارگردان فیلم و فیلم‌نامه‌نویس اهل برزیل است.
از فیلم‌هایی که او کارگردانی کرده می‌توان به پاریس، دوستت دارم، مسیر عبور، نیمه‌شب و وازانته اشاره کرد. او فرزند کارتونیست برجستهٔ برزیلی زیرالدو و برادر آنتونیو پینتو آهنگساز برزیلی نامزد جایزهٔ گلدن گلوب است.

## فیلم‌شناسی
- سرزمین بیگانه - ۱۹۹۵
- نیمه‌شب - ۱۹۹۸
- ما همه فرزندان زمین هستیم - ۱۹۹۸
- اسلحه و صلح - ۲۰۰۲
- پاریس، دوستت دارم - ۲۰۰۶
- مسیر عبور - ۲۰۰۷
- آفتاب‌زدگی - ۲۰۰۹
- وازانته - ۲۰۱۷